# SYNGR4
SYNGR4 (англ. Synaptogyrin 4) – білок, який кодується однойменним геном, розташованим у людей на довгому плечі 19-ї хромосоми. Довжина поліпептидного ланцюга білка становить 234 амінокислот, а молекулярна маса — 25 820.
| 10         |  | 20         |  | 30         |  | 40         |  | 50         |
| ---------- |  | ---------- |  | ---------- |  | ---------- |  | ---------- |
| MHIPKSLQEL |  | ANSEAVQFLR |  | RPKTITRVFE |  | GVFSLIVFSS |  | LLTDGYQNKM |
| ESPQLHCILN |  | SNSVACSFAV |  | GAGFLAFLSC |  | LAFLVLDTQE |  | TRIAGTRFKT |
| AFQLLDFILA |  | VLWAVVWFMG |  | FCFLANQWQH |  | SPPKEFLLGS |  | SSAQAAIAFT |
| FFSILVWIFQ |  | AYLAFQDLRN |  | DAPVPYKRFL |  | DEGGMVLTTL |  | PLPSANSPVN |
| MPTTGPNSLS |  | YASSALSPCL |  | TAPKSPRLAM |  | MPDN       |  |            |

A: Аланін

C: Цистеїн

D: Аспарагінова кислота

E: Глутамінова кислота

F: Фенілаланін

G: Гліцин

H: Гістидин

I: Ізолейцин

K: Лізин

L: Лейцин

M: Метіонін

N: Аспарагін

P: Пролін

Q: Глутамін

R: Аргінін

S: Серин

T: Треонін

V: Валін

W: Триптофан

Локалізований у мембрані.